# Radio Télévision Mwangaza

Radio Télévision Mwangaza (RT Mwangaza) est une chaîne de radiotélévision généraliste, commerciale et privée émettant depuis la ville de Lubumbashi dans le Haut-Katanga en République démocratique du Congo.

## Mode de diffusion
Analogique UHF 471.25 Mhz